# Washington Commanders
I Washington Commanders, precedentemente noti come Washington Redskins e Washington Football Team, sono una squadra di football americano della National Football League, la cui sede si trova ad Ashburn, Virginia. Competono nella East Division della National Football Conference. La squadra disputa le sue gare interne al Northwest Stadium a Landover, Maryland. Il quartier generale e le strutture della squadra sono a Redskins Park ad Ashburn, Virginia, e di recente hanno costruito il Redskins Complex a Richmond, Virginia. 
La squadra ha disputato più di mille partite dal 1932 e ha vinto cinque titoli di campioni (due pre-fusione e tre Super Bowl). Inoltre ha vinto tredici titoli di division e sei di conference.
Il logo e il nome Redskins hanno attirato diverse controversie nel corso della storia, venendo ritenuto offensivo da molti verso i nativi americani. All'alba delle proteste per la morte di George Floyd nel 2020, la squadra annunciò il ritiro del nome Redskins che sarebbe stato sostituito successivamente, mentre per quella stagione e la successiva sarebbe temporaneamente stata chiamata Washington Football Team. Il 2 febbraio 2022 la squadra comunica ufficialmente la nuova denominazione, ovvero quella di Washington Commanders. Nel 2025 Donald Trump, Presidente USA, in polemica con il cambio di nome da lui ritenuto in stile woke minaccia di bloccare l'accordo per costruire il nuovo stadio a Washington se la squadra non ripristinerà il nome originario di Washington Redskins.
Al 2024, secondo la rivista Forbes, il valore dei Commanders è di circa 6,3 miliardi di dollari, decimi tra le franchigie della NFL. Detiene il record NFL per avere fatto registrare il maggior numero di presenze stagionali consecutive, nove.

## Storia

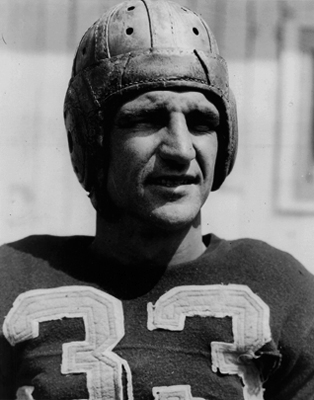
Il quarterback Sammy Baugh.

La squadra nacque come Boston Braves, con base a Boston, Massachusetts, nel 1932. L'anno seguente cambiarono il loro nome in Boston Redskins e si trasferirono a Washington nel 1937. La franchigia ha disputato più di mille partite nella NFL dalla fondazione a oggi, vincendo cinque titoli (due prima della fusione tra NFL e AFL e tre Super Bowl). Inoltre la squadra ha vinto 13 titoli di division e sei titoli di conference.
I Redskins hanno vinto i campionati del 1937 e del 1942, guidati dal quarterback Sammy Baugh, oltre che i Super Bowl XVII, XXII e XXVI tra gli anni ottanta e l'inizio degli anni novanta. Grandi giocatori di quel periodo furono il running back John Riggins, il quarterback Joe Theismann, il cornerback Darrell Green e il ricevitore Art Monk. La squadra disputò anche, perdendo, le finali del 1936, 1940, 1943 e 1945 e i Super Bowl VII e XVIII. Complessivamente ha raggiunto 24 volte i playoff, con un record di 23 vittorie e 19 sconfitte. Solo cinque squadre hanno disputato più Super Bowl dei Redskins: i New England Patriots (11), i Pittsburgh Steelers (8), i Dallas Cowboys (8), i Denver Broncos (8) e i San Francisco 49ers (6).
I Redskins hanno avuto anche periodi negativi nella loro storia. Il peggiore fu quello tra il 1946 e il 1970, quando la squadra non raggiunse mai i playoff. Tra il 1956 e il 1968 inoltre non ebbero mai una stagione con un saldo positivo di vittorie. Dal 1992, i Redskins hanno raggiunto solo cinque volte i playoff, l'ultima delle quali nel 2015.

## Stadi
A Boston, Massachusetts
- Braves Field (1932)
- Fenway Park (1933–1936)

A Washington, D.C.
- Griffith Stadium (1937–1960)
- RFK Stadium (1961–1996)

A Landover, Maryland
- Northwest Stadium (1997–presente)

## Rivalità
Essendo la NFC East casa di franchigie storiche ed essendo cambiata poco nel corso degli anni, i Commanders mantengono rivalità accese con i New York Giants, i Philadelphia Eagles e, soprattutto, con i Dallas Cowboys. Molte fonti sportive si riferiscono alla rivalità con i Cowboys come la più sentita di tutta la lega e una delle più accese nello sport mondiale.

### Dallas Cowboys
Definita dalla rivista Sports Illustrated come la più accesa rivalità nella NFL e una delle più sentite nel mondo dello sport, la rivalità tra i Cowboys e i Redskins decollò fin da subito. Alcune fonti dicono sia nata prima ancora della nascita dei Cowboys, in seguito a dissapori tra George Preston Marshall, proprietario dei capitolini, e Clint Murchison Jr., imprenditore e fondatore della squadra texana. Il motivo sarebbe da ricercarsi nei piani di Marshall di mettere le mani sul bacino di tifosi provenienti dagli stati del sud, dove, fino alla fondazione dei Cowboys, non esistevano squadre di football professionistiche (per ingraziarsi ancora di più il pubblico abituato alla segregazione, non mise sotto contratto nessun giocatore afro-americano fino al 1962). Redskins e Cowboys erano tra le franchigie più competitive a cavallo tra gli anni '70 e '80 e le prestazioni sul campo contribuirono al nascere di una forte antipatia tra le due franchigie. Negli anni 2000 e 2010 entrambe le compagini hanno avuto una flessione nei risultati, ma questo non ha alterato l'intensità e la durezza nelle partite disputate.

### New York Giants

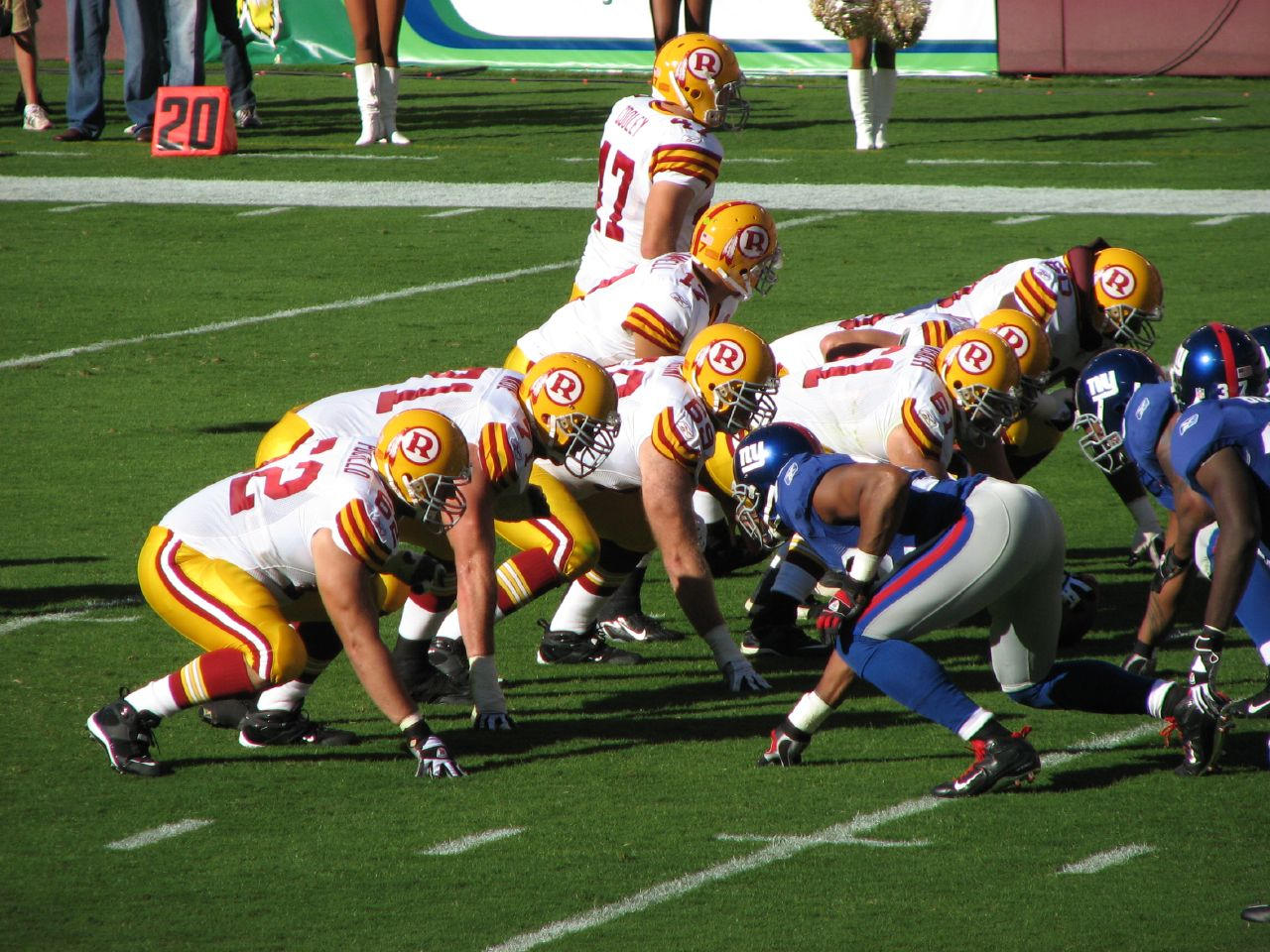
Una partita tra Giants e Redskins.

Quella tra Redskins e Giants è la più antica rivalità della NFC East, risalente al 1932, e sebbene non così accesa come le rivalità rispettivamente con i Cowboys e gli Eagles, era considerata dallo storico proprietario dei Giants Wellington Mara la rivalità più "autentica" della division. La reciproca antipatia deriva anche dalla rivalità tra New York (primo centro del paese per popolazione e principale piazza economica) e Washington, D.C. (capitale federale degli Stati Uniti e primo centro politico del paese). La rivalità, dopo una forte ascesa negli anni '70 e '80, si è leggermente placata, anche se dal 2010 i rapporti fra le franchigie e i loro tifosi hanno ripreso a inasprirsi.

### Philadelphia Eagles
I continui incontri tra le squadre e la relativa vicinanza tra Philadelphia e Washington D.C. (si veda anche la rivalità in NHL tra i Flyers e i Capitals) hanno portato al nascere di una rivalità tra i Redskins e gli Eagles. Le partite tra le due squadre sono spesso molto dure e cariche di tensione, fino ad arrivare a casi come il cosiddetto Body Bag Game, quando nel 1990 in una partita al Veterans Stadium di Philadelphia 9 giocatori dei Redskins furono costretti a lasciare il campo infortunati a causa del gioco duro imposto dagli Eagles.

## Risultati stagione per stagione
La seguente è la lista delle ultime dieci stagioni dei Commanders:
| Cronistoria del Washington Football Team | Cronistoria del Washington Football Team | Cronistoria del Washington Football Team | Cronistoria del Washington Football Team | Cronistoria del Washington Football Team | Cronistoria del Washington Football Team | Cronistoria del Washington Football Team | Cronistoria del Washington Football Team | Cronistoria del Washington Football Team | Cronistoria del Washington Football Team            | Cronistoria del Washington Football Team |                              |
| Stagione di lega                         | Stagione di squadra                      | Lega                                     | Conference                               | Division                                 | Stagione regolare                        | Stagione regolare                        | Stagione regolare                        | Stagione regolare                        | Play-off                                            | Premi individuali                        |                              |
| Stagione di lega                         | Stagione di squadra                      | Lega                                     | Conference                               | Division                                 | Pos.                                     | V                                        | S                                        | P                                        | Play-off                                            | Premi individuali                        |                              |
| ---------------------------------------- | ---------------------------------------- | ---------------------------------------- | ---------------------------------------- | ---------------------------------------- | ---------------------------------------- | ---------------------------------------- | ---------------------------------------- | ---------------------------------------- | --------------------------------------------------- | ---------------------------------------- | ---------------------------- |
| 2010                                     | 2010                                     | NFL                                      | NFC                                      | East                                     | 3                                        | 6                                        | 10                                       | 0                                        | non disputati                                       |                                          |                              |
| 2011                                     | 2011                                     | NFL                                      | NFC                                      | East                                     | 4                                        | 5                                        | 11                                       | 0                                        | non disputati                                       |                                          |                              |
| 2012                                     | 2012                                     | NFL                                      | NFC                                      | East                                     | 1                                        | 10                                       | 6                                        | 0                                        | S Wild Card Game contro i Seattle Seahawks (14-24)  |                                          |                              |
| 2013                                     | 2013                                     | NFL                                      | NFC                                      | East                                     | 4                                        | 3                                        | 13                                       | 0                                        | non disputati                                       |                                          |                              |
| 2014                                     | 2014                                     | NFL                                      | NFC                                      | East                                     | 4                                        | 4                                        | 12                                       | 0                                        | non disputati                                       |                                          |                              |
| 2015                                     | 2015                                     | NFL                                      | NFC                                      | East                                     | 1                                        | 9                                        | 7                                        | 0                                        | S Wild Card Game contro i Green Bay Packers (15-38) |                                          |                              |
| 2016                                     | 2016                                     | NFL                                      | NFC                                      | East                                     | 3                                        | 8                                        | 7                                        | 1                                        | non disputati                                       |                                          |                              |
| 2017                                     | 2017                                     | NFL                                      | NFC                                      | East                                     | 3                                        | 7                                        | 9                                        | 0                                        | non disputati                                       |                                          |                              |
| 2018                                     | 2018                                     | NFL                                      | NFC                                      | East                                     | 3                                        | 7                                        | 9                                        | 0                                        | non disputati                                       |                                          |                              |
| 2019                                     | 2019                                     | NFL                                      | NFC                                      | East                                     | 4                                        | 3                                        | 13                                       | 0                                        | non disputati                                       |                                          |                              |
| Totale                                   | Totale                                   | Totale                                   | Totale                                   | Totale                                   | Totale                                   | 603                                      | 603                                      | 28                                       | Record di stagione regolare                         | Record di stagione regolare              | Record di stagione regolare  |
| Totale                                   | Totale                                   | Totale                                   | Totale                                   | Totale                                   | Totale                                   | 23                                       | 19                                       |                                          | Record dei play-off                                 | Record dei play-off                      | Record dei play-off          |
| Totale                                   | Totale                                   | Totale                                   | Totale                                   | Totale                                   | Totale                                   | 626                                      | 622                                      | 28                                       | Stagione regolare e play-off                        | Stagione regolare e play-off             | Stagione regolare e play-off |

Legenda
- Vittoria nel Super Bowl (dal 1966)
- Vittoria nella lega (1920-1969)
- Vittoria nella Conference

- Vittoria nella Division
- Qualificazione al Wild Card Game (dal 1978)
- V = Vittorie

- S = Sconfitte
- P = Pareggi
- T = Posizione a pari merito

## Giocatori importanti

### Numeri ritirati
| Numeri ritirati dai Washington Commanders |                |           |         |
| N°                                        | Giocatore      | Ruolo     | Anni    |
| 33                                        | Darrell Green  | CB        | 1983–02 |
| 33                                        | Sammy Baugh    | QB, DB, P | 1937–52 |
| 49                                        | Bobby Mitchell | RB, WR    | 1962–68 |

#### Numeri ritirati in maniera non ufficiale
Dopo il ritiro del numero di Baugh, la politica dei Commanders fu quella di non ritirare i numeri di maglia fino all'annuncio del 20 giugno 2020 che sarebbe stato ritirato anche il numero 49 di Bobby Mitchell. Il terzo fu il numero 28 di Darrell Green nel 2024. Tuttavia, altri numeri sono ritirati non ufficialmente e generalmente non assegnati a nuovi giocatori. I seguenti numeri, appartenuti a grandi giocatori dei Commanders del passato, appartengono a questa categoria.
- 7 Joe Theismann, QB, 1974–85
- 9 Sonny Jurgensen, QB, 1964–74
- 42 Charley Taylor, WR, 1964–77
- 43 Larry Brown, RB, 1969–76
- 44 John Riggins, RB, 1976–79, 1981–85
- 65 Dave Butz, DT, 1975–88
- 70 Sam Huff, LB, 1964–69 (indossato da Leonard Marshall nel 1994)
- 81 Art Monk, WR, 1980–98

Il numero 21 di Sean Taylor non è più stato assegnato dalla sua morte nella stagione 2007 ma è sconosciuto se sia da considerare "ritirato non ufficialmente". Diverse petizioni sono state promosse dai tifosi perché il numero venga ritirato ufficialmente. Il free agent O.J. Atogwe che firmò coi Redskins e aveva sempre portato il 21 per tutta la propria carriera, scelse di passare al numero 20 in segno di rispetto verso Taylor.

### Membri della Pro Football Hall of Fame

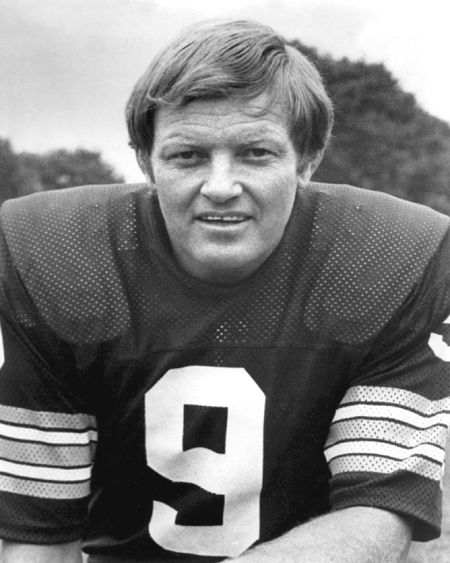
Sonny Jurgensen

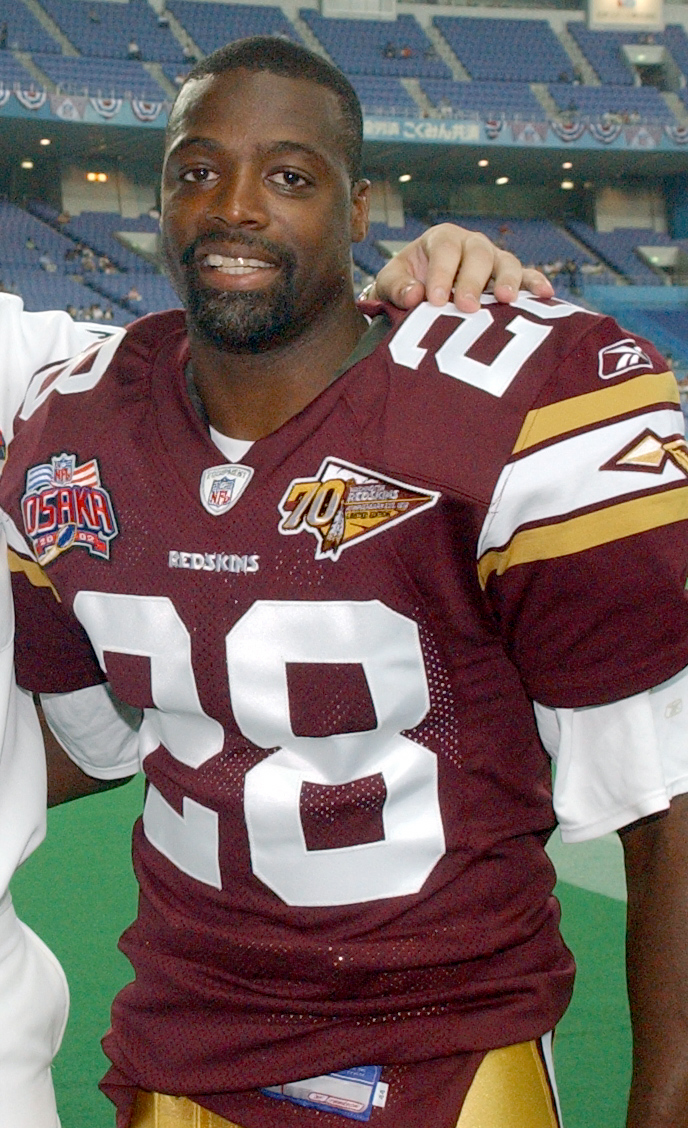
Darrell Green

| Membri dei Washington Commanders introdotti nella Pro Football Hall of Fame | Membri dei Washington Commanders introdotti nella Pro Football Hall of Fame | Membri dei Washington Commanders introdotti nella Pro Football Hall of Fame | Membri dei Washington Commanders introdotti nella Pro Football Hall of Fame | Membri dei Washington Commanders introdotti nella Pro Football Hall of Fame | Membri dei Washington Commanders introdotti nella Pro Football Hall of Fame | Membri dei Washington Commanders introdotti nella Pro Football Hall of Fame | Membri dei Washington Commanders introdotti nella Pro Football Hall of Fame |
| Giocatori                                                                   | Giocatori                                                                   | Giocatori                                                                   | Giocatori                                                                   | Giocatori                                                                   | Giocatori                                                                   | Giocatori                                                                   | Giocatori                                                                   |
| N.                                                                          | Nome                                                                        | Ruoli                                                                       | Stagioni                                                                    | N.                                                                          | Nome                                                                        | Ruoli                                                                       | Stagioni                                                                    |
| --------------------------------------------------------------------------- | --------------------------------------------------------------------------- | --------------------------------------------------------------------------- | --------------------------------------------------------------------------- | --------------------------------------------------------------------------- | --------------------------------------------------------------------------- | --------------------------------------------------------------------------- | --------------------------------------------------------------------------- |
| 9                                                                           | Sonny Jurgensen                                                             | QB                                                                          | 1964–1974                                                                   | 17                                                                          | Turk Edwards                                                                | OT-DT                                                                       | 1932–1940                                                                   |
| 20                                                                          | Cliff Battles                                                               | RB-CB                                                                       | 1932–1937                                                                   | 21                                                                          | Deion Sanders                                                               | CB                                                                          | 2000                                                                        |
| 26                                                                          | Paul Krause                                                                 | S                                                                           | 1964–1967                                                                   | 26                                                                          | Don Shula                                                                   | DB                                                                          | 1957                                                                        |
| 27                                                                          | Ken Houston                                                                 | S                                                                           | 1973–1980                                                                   | 28                                                                          | Darrell Green                                                               | CB                                                                          | 1983–2002                                                                   |
| 33                                                                          | Sammy Baugh                                                                 | QB-S-P                                                                      | 1937–1952                                                                   | 35                                                                          | Bill Dudley                                                                 | RB-CB                                                                       | 1950–1953                                                                   |
| 40                                                                          | Wayne Millner                                                               | TE-DE                                                                       | 1936–1941                                                                   | 42                                                                          | Charley Taylor                                                              | WR                                                                          | 1964–1977                                                                   |
| 44                                                                          | John Riggins                                                                | RB                                                                          | 1976–1985                                                                   | 49                                                                          | Bobby Mitchell                                                              | RB                                                                          | 1962–1968                                                                   |
| 55                                                                          | Chris Hanburger                                                             | LB                                                                          | 1965–1978                                                                   | 68                                                                          | Russ Grimm                                                                  | G                                                                           | 1981–1991                                                                   |
| 70                                                                          | Sam Huff                                                                    | LB                                                                          | 1964–1969                                                                   | 73                                                                          | Stan Jones                                                                  | DT                                                                          | 1966                                                                        |
| 75                                                                          | Deacon Jones                                                                | DE                                                                          | 1974                                                                        | 78                                                                          | Bruce Smith                                                                 | DE                                                                          | 2000–2003                                                                   |
| 81                                                                          | Art Monk                                                                    | WR                                                                          | 1980–1993                                                                   | 89                                                                          | Dave Robinson                                                               | LB                                                                          | 1973–1974                                                                   |
| Dirigenti                                                                   |                                                                             |                                                                             |                                                                             |                                                                             |                                                                             |                                                                             |                                                                             |
| Nome                                                                        | Nome                                                                        | Ruoli                                                                       | Stagioni                                                                    | Nome                                                                        | Nome                                                                        | Ruoli                                                                       | Stagioni                                                                    |
| George Allen                                                                | George Allen                                                                | Allenatore                                                                  | 1971–1977                                                                   | Ray Flaherty                                                                | Ray Flaherty                                                                | Allenatore                                                                  | 1936–1942                                                                   |
| Joe Gibbs                                                                   | Joe Gibbs                                                                   | Head coach                                                                  | 1981–1992, 2004–2007                                                        | Otto Graham                                                                 | Otto Graham                                                                 | Allenatore                                                                  | 1966–1968                                                                   |
| Curly Lambeau                                                               | Curly Lambeau                                                               | Allenatore                                                                  | 1952–1953                                                                   | Vince Lombardi                                                              | Vince Lombardi                                                              | Allenatore                                                                  | 1969                                                                        |
| George Preston Marshall                                                     | George Preston Marshall                                                     | Proprietario e fondatore                                                    | 1932–1969                                                                   | Mike McCormack                                                              | Mike McCormack                                                              | Assistente all.                                                             | 1965–1972                                                                   |
| Emmitt Thomas                                                               | Emmitt Thomas                                                               | Assistente all.                                                             | 1986–94                                                                     |                                                                             |                                                                             |                                                                             |                                                                             |

Fonte:

### 80 Greatest Redskins
Per celebrare il 70º anniversario dei Redskins, il 13 giugno 2002, un comitato scelse i 70 membri più rappresentativi della ricca storia della franchigia. Essi furono onorati con una cerimonia a metà gara nella vittoria dei Redskins 26–21 sugli Indianapolis Colts. Il 24 agosto 2012, in occasione dell'ottantesimo anniversario, altre dieci persone furono aggiunte alla lista.
| 80 Greatest Redskins |                   |       |               |
| #                    | Nome              | Ruolo | Anni          |
| 21                   | Terry Allen       | RB    | 1995–98       |
| 56                   | LaVar Arrington   | LB    | 2000–05       |
| 41                   | Mike Bass         | CB    | 1969–75       |
| 20                   | Cliff Battles     | B     | 1932–37       |
| 33                   | Sammy Baugh       | QB    | 1937–52       |
| 31                   | Don Bosseler      | FB    | 1957–64       |
| 53                   | Jeff Bostic       | C     | 1980–93       |
| 4                    | Mike Bragg        | P     | 1968–79       |
| 80                   | Gene Brito        | DE    | 1951–53,55–58 |
| 43                   | Larry Brown       | RB    | 1969–76       |
| 77                   | Bill Brundige     | DE    | 1970–77       |
| 65                   | Dave Butz         | DT    | 1975–88       |
| 21                   | Earnest Byner     | RB    | 1989–93       |
| 84                   | Gary Clark        | WR    | 1985–92       |
| 51                   | Monte Coleman     | LB    | 1979–94       |
| 53                   | Al DeMao          | C     | 1945–53       |
| 36                   | Chuck Drazenovich | LB    | 1950–59       |
| 35                   | Bill Dudley       | RB    | 1950–51,53    |
| 17                   | Turk Edwards      | OT    | 1932–40       |
| 44                   | Andy Farkas       | FB    | 1938–44       |
| 37                   | Pat Fischer       | CB    | 1968–77       |
| 28                   | Darrell Green     | CB    | 1983–2002     |
| 68                   | Russ Grimm        | G     | 1981–91       |
| 55                   | Chris Hanburger   | LB    | 1965–78       |
| 57                   | Ken Harvey        | LB    | 1994–98       |
| 56                   | Len Hauss         | C     | 1964–77       |
| 75                   | Terry Hermeling   | OT    | 1970–80       |
| 27                   | Ken Houston       | S     | 1973–80       |
| 70                   | Sam Huff          | LB    | 1964–67,69    |
| 66                   | Joe Jacoby        | OT/G  | 1981–93       |
| 47                   | Dick James        | RB    | 1955–63       |
| 76                   | Jon Jansen        | OT    | 1999–08       |
| 80                   | Roy Jefferson     | WR    | 1971–76       |
| 9                    | Sonny Jurgensen   | QB    | 1964–74       |
| 22                   | Charlie Justice   | RB    | 1950,52–54    |
| 17                   | Billy Kilmer      | QB    | 1971–78       |
| 26                   | Paul Krause       | DB    | 1964–67       |
| 79                   | Jim Lachey        | OT    | 1988–95       |
| 14                   | Eddie LeBaron     | QB    | 1952–53,55–59 |
| 72                   | Dexter Manley     | DE    | 1981–89       |

| 80 Greatest Redskins |                  |             |               |
| #                    | Nome             | Ruolo       | Anni          |
| 71                   | Charles Mann     | DE          | 1983–93       |
| 58                   | Wilber Marshall  | LB          | 1988–92       |
| 73                   | Mark May         | OT          | 1981–89       |
| 79                   | Ron McDole       | DE          | 1971–78       |
| 63                   | Raleigh McKenzie | G           | 1985–94       |
| 53                   | Harold McLinton  | LB          | 1969–78       |
| 40                   | Wayne Millner    | DE          | 1936–41,45    |
| 49                   | Bobby Mitchell   | FL          | 1962–68       |
| 30                   | Brian Mitchell   | RB          | 1990–99       |
| 81                   | Art Monk         | WR          | 1980–93       |
| 3                    | Mark Moseley     | K           | 1974–86       |
| 29                   | Mark Murphy      | S           | 1977–84       |
| 21                   | Mike Nelms       | KR          | 1980–84       |
| 52                   | Neal Olkewicz    | LB          | 1979–89       |
| 23                   | Brig Owens       | DB          | 1966–77       |
| 26                   | Clinton Portis   | RB          | 2004–10       |
| 65                   | Vince Promuto    | G           | 1960–70       |
| 44                   | John Riggins     | RB          | 1976–79,81–85 |
| 11                   | Mark Rypien      | QB          | 1987–93       |
| 83                   | Ricky Sanders    | WR          | 1986–93       |
| 60                   | Chris Samuels    | OT          | 2000–09       |
| 76                   | Ed Simmons       | OT          | 1987–97       |
| 87                   | Jerry Smith      | TE          | 1965–77       |
| 60                   | Dick Stanfel     | G           | 1956–58       |
| 74                   | George Starke    | OT          | 1973–84       |
| 72                   | Diron Talbert    | DT          | 1971–80       |
| 42                   | Charley Taylor   | WR          | 1964–77       |
| 84                   | Hugh Taylor      | WR          | 1947–54       |
| 21                   | Sean Taylor      | S           | 2004–07       |
| 7                    | Joe Theismann    | QB          | 1974–85       |
| 67                   | Rusty Tillman    | LB          | 1970–77       |
| 85                   | Don Warren       | TE          | 1979–92       |
| 25                   | Joe Washington   | RB          | 1981–84       |
| 17                   | Doug Williams    | QB          | 1986–89       |
|                      | George Allen     | Allenatore  | 1971–77       |
|                      | Bobby Beathard   | GM          | 1978–89       |
|                      | Joe Bugel        | All. OL     | 1981–89,04–09 |
|                      | Ray Flaherty     | Allenatore  | 1936–42       |
|                      | Joe Gibbs        | Allenatore  | 1981–92,04–07 |
|                      | Richie Petitbon  | Coord. dif. | 1978–92       |

### Premi individuali
| MVP della NFL |               |       |
| Anno          | Giocatore     | Ruolo |
| 1972          | Larry Brown   | RB    |
| 1982          | Mark Moseley  | K     |
| 1983          | Joe Theismann | QB    |

| MVP del Super Bowl |               |       |
| SB                 | Giocatore     | Ruolo |
| XVII               | John Riggins  | RB    |
| XXII               | Doug Williams | QB    |
| XXVI               | Mark Rypien   | QB    |

| Giocatore offensivo dell'anno |               |       |
| Anno                          | Giocatore     | Ruolo |
| 1972                          | Larry Brown   | RB    |
| 1983                          | Joe Theismann | QB    |

| Rookie offensivo dell'anno |                    |       |
| Anno                       | Giocatore          | Ruolo |
| 1975                       | Mike Thomas        | RB    |
| 2012                       | Robert Griffin III | QB    |
| 2024                       | Jayden Daniels     | QB    |

| Rookie difensivo dell'anno |             |       |
| Anno                       | Giocatore   | Ruolo |
| 2020                       | Chase Young | DE    |

| Comeback Player of the Year |              |       |
| Anno                        | Giocatore    | Ruolo |
| 1978                        | John Riggins | RB    |
| 2020                        | Alex Smith   | QB    |

| MVP del Pro Bowl |               |       |
| Anno             | Giocatore     | Ruolo |
| 1957             | Gene Brito    | DE    |
| 1983             | Joe Theismann | QB    |
| 2010             | DeAngelo Hall | CB    |

| Allenatore dell'anno |              |
| Anno                 | Allenatore   |
| 1971                 | George Allen |
| 1979                 | Jack Pardee  |
| 1983                 | Joe Gibbs    |

### Record di franchigia
Carriera
| Record in carriera |                |        |
| Categoria          | Giocatore      | Numero |
| Yard passate       | Joe Theismann  | 25.206 |
| TD passati         | Sammy Baugh    | 187    |
| Yard ricevute      | Art Monk       | 12.026 |
| TD su ric.         | Charley Taylor | 79     |
| Yard corse         | John Riggins   | 7.472  |
| TD su corsa        | John Riggins   | 79     |

Stagionali
| Record stagionali |                 |        |      |
| Categoria         | Giocatore       | Numero | Anno |
| Yard passate      | Kirk Cousins    | 4.917  | 2016 |
| TD passati        | Sonny Jurgensen | 31     | 1967 |
| Yard ricevute     | Santana Moss    | 1.483  | 2005 |
| TD su ric.        | Terry McLaurin  | 13     | 2024 |
| Yard corse        | Alfred Morris   | 1.613  | 2012 |
| TD su corsa       | John Riggins    | 24     | 1983 |

## La squadra
| Roster dei Washington Commanders |
| --- |
| Quarterback - 5 Jayden Daniels - 16 Jeff Driskel - 18 Marcus Mariota Running Back - 30 Austin Ekeler - 26 Jeremy McNichols - 8 Brian Robinson Jr. Wide Receiver - 2 Dyami Brown - 85 Noah Brown - 80 Jamison Crowder - 12 Luke McCaffrey - 17 Terry McLaurin - 83 Byron Pringle - 14 Olamide Zaccheaus Tight End - 87 John Bates - 86 Zach Ertz - 82 Ben Sinnott - 41 Colson Yankoff Offensive Linemen - 67 Nick Allegretti G - 63 Tyler Biadasz C - 74 Brandon Coleman T - 76 Sam Cosmi G - 60 Michael Deiter C - 78 Cornelius Lucas T - 75 Chris Paul G - 73 Trent Scott T - 71 Andrew Wylie T Defensive Linemen - 93 Jonathan Allen DT - 92 Dorance Armstrong DE - 52 Jamin Davis DE - 99 Clelin Ferrell DE - 90 Javontae Jean-Baptiste DE - 98 Phidarian Mathis DT - 95 Jer'Zhan Newton DT - 94 Daron Payne DT Linebacker - 6 Dante Fowler OLB - 45 Dominique Hampton OLB - 4 Frankie Luvu OLB - 54 Bobby Wagner MLB - 32 Mykal Walker MLB Defensive Back - 35 Percy Butler FS - 11 Jeremy Chinn SS - 24 Michael Davis CB - 13 Emmanuel Forbes CB - 22 Darrick Forrest SS - 1 Noah Igbinoghene CB - 20 Quan Martin FS - 40 Tyler Owens SS - 39 Jeremy Reaves FS - 0 Mike Sainristil CB - 25 Benjamin St-Juste CB Special Team - 69 Tyler Ott LS - 10 Tress Way P - 3 Cade York K Lista delle riserve - 58 Jordan Magee MLB (IR) - 97 Efe Obada DE (PUP) - 96 Norell Pollard DT (IR) - 72 Taylor Stallworth DT (IR) - 79 Armani Taylor-Prioleau T (IR) Squadra di allenamento - 36 Kazmeir Allen RB - 29 Chigozie Anusiem CB - 57 Nick Bellore MLB - 64 Sheldon Day DT - 61 Julian Good-Jones G - 51 Jalen Graham OLB - 15 Sam Hartman QB - 50 Andre Jones Jr. DE - 68 Haggai Ndubuisi DT - 37 Bobby Price CB - 23 Chris Rodriguez Jr. RB - 66 Max Scharping G - 84 Mitchell Tinsley WR - 89 Brycen Tremayne WR - 88 Cole Turner TE - 79 Carlos Watkins DE - 34 Michael Wiley RB Roster aggiornato al 5 settembre 2024 53 attivi, 5 inattivi, 16 nella squadra di allenamento |
| Legenda - I rookie sono in corsivo. - Il primo ruolo è il principale mentre gli eventuali successivi indicano i ruoli secondari. - (IR) sta per Injured Reserve ed indica la lista ristretta per un solo giocatore infortunato che può tornare ad allenarsi dopo la settimana 6 e a rientrare in prima squadra dopo che questa ha giocato 8 partite. - (NF-Inj.) / (NF-Ill.) stanno rispettivamente per Non-Football Injured e Non-Football Illness ed indicano le liste dove viene inserito un giocatore che ha un infortunio o una malattia non dipendente dal football americano. - (PUP) sta per Physically Unable to Perform ed indica la lista dove viene inserito un giocatore mentre è in attesa di recuperare la condizione fisica. Nella stagione regolare dopo la sesta partita giocata dalla propria squadra, il giocatore ha tempo tre settimane per riprendere ad allenarsi, più tre settimane aggiuntive dal suo rientro agli allenamenti per rientrare in prima squadra. |

## Staff

### Allenatori
| Legenda | Legenda                                                           |
| ------- | ----------------------------------------------------------------- |
| PA      | Partite allenate                                                  |
| V       | Vittorie                                                          |
| S       | Sconfitte                                                         |
| P       | Pareggio                                                          |
| V%      | Percentuale di vittorie                                           |
|         | Ha trascorso l'intera sua carriera da allenatore con i Commanders |
|         | Eletto nella Pro Football Hall of Fame                            |

Note: Statistiche aggiornate a fine stagione 2021.
| Num.                                  | Nome                 | Stagione/i    | PA                | V                 | S                 | P                 | V%                | PA      | V       | S       | Successi                                                                 | Note |
| Num.                                  | Nome                 | Stagione/i    | Stagione regolare | Stagione regolare | Stagione regolare | Stagione regolare | Stagione regolare | Playoff | Playoff | Playoff | Successi                                                                 | Note |
| ------------------------------------- | -------------------- | ------------- | ----------------- | ----------------- | ----------------- | ----------------- | ----------------- | ------- | ------- | ------- | ------------------------------------------------------------------------ | ---- |
| Boston Braves                         |                      |               |                   |                   |                   |                   |                   |         |         |         |                                                                          |      |
| 1                                     | Lud Wray             | 1932          | 10                | 4                 | 4                 | 2                 | .500              | –       | –       | –       |                                                                          |      |
| Boston Redskins                       |                      |               |                   |                   |                   |                   |                   |         |         |         |                                                                          |      |
| 2                                     | Lone Star Dietz      | 1933–1934     | 24                | 11                | 11                | 2                 | .500              | –       | –       | –       |                                                                          |      |
| 3                                     | Eddie Casey          | 1935          | 11                | 2                 | 8                 | 1                 | .227              | –       | –       | –       |                                                                          |      |
| Washington Redskins                   |                      |               |                   |                   |                   |                   |                   |         |         |         |                                                                          |      |
| 4                                     | Ray Flaherty         | 1936–1942     | 78                | 54                | 21                | 3                 | .712              | 4       | 2       | 2       |                                                                          |      |
| 5                                     | Dutch Bergman        | 1943          | 10                | 6                 | 3                 | 1                 | .650              | 2       | 1       | 1       |                                                                          |      |
| 6                                     | Dudley DeGroot       | 1944–1945     | 20                | 14                | 5                 | 1                 | .725              | 1       | 0       | 1       |                                                                          |      |
| 7                                     | Turk Edwards         | 1946–1948     | 35                | 16                | 18                | 1                 | .471              | –       | –       | –       |                                                                          |      |
| 8                                     | John Whelchel        | 1949          | 7                 | 3                 | 3                 | 1                 | .500              | –       | –       | –       |                                                                          |      |
| 9                                     | Herman Ball          | 1949–1951     | 20                | 4                 | 16                | 0                 | .200              | –       | –       | –       |                                                                          |      |
| 10                                    | Dick Todd            | 1951          | 9                 | 5                 | 4                 | 0                 | .556              | –       | –       | –       |                                                                          |      |
| 11                                    | Curly Lambeau        | 1952–1953     | 24                | 10                | 13                | 1                 | .438              | –       | –       | –       |                                                                          |      |
| 12                                    | Joe Kuharich         | 1954–1958     | 60                | 26                | 32                | 2                 | .450              | –       | –       | –       |                                                                          |      |
| 13                                    | Mike Nixon           | 1959–1960     | 24                | 4                 | 18                | 2                 | .208              | –       | –       | –       |                                                                          |      |
| 14                                    | Bill McPeak          | 1961–1965     | 70                | 21                | 46                | 3                 | .321              | –       | –       | –       |                                                                          |      |
| 15                                    | Otto Graham          | 1966–1968     | 42                | 17                | 22                | 3                 | .440              | –       | –       | –       |                                                                          |      |
| 16                                    | Vince Lombardi       | 1969          | 14                | 7                 | 5                 | 2                 | .571              | –       | –       | –       |                                                                          |      |
| 17                                    | Bill Austin          | 1970          | 14                | 6                 | 8                 | 0                 | .429              | –       | –       | –       |                                                                          |      |
| 18                                    | George Allen         | 1971–1977     | 98                | 67                | 30                | 1                 | .689              | 7       | 2       | 5       | NFL Coach of the year (1971)                                             |      |
| 19                                    | Jack Pardee          | 1978–1980     | 48                | 24                | 24                | 0                 | .500              | –       | –       | –       | NFL Coach of the year (1979)                                             |      |
| 20                                    | Joe Gibbs            | 1981–1992     | 184               | 124               | 60                | 0                 | .674              | 21      | 16      | 5       | Vince 3 Super Bowl (XVII, XXII, XXVI) NFL Coach of the year (1982, 1983) |      |
| 21                                    | Richie Petitbon      | 1993          | 16                | 4                 | 12                | 0                 | .250              | –       | –       | –       |                                                                          |      |
| 22                                    | Norv Turner          | 1994–2000     | 109               | 49                | 59                | 1                 | .454              | 2       | 1       | 1       |                                                                          |      |
| 23                                    | Terry Robiskie       | 2000          | 3                 | 1                 | 2                 | 0                 | .333              | –       | –       | –       |                                                                          |      |
| 24                                    | Marty Schottenheimer | 2001          | 16                | 8                 | 8                 | 0                 | .500              | –       | –       | –       |                                                                          |      |
| 25                                    | Steve Spurrier       | 2002–2003     | 32                | 12                | 20                | 0                 | .375              | –       | –       | –       |                                                                          |      |
| –                                     | Joe Gibbs            | 2004–2007     | 64                | 30                | 34                | 0                 | .469              | 3       | 1       | 2       |                                                                          |      |
| 26                                    | Jim Zorn             | 2008–2009     | 32                | 12                | 20                | 0                 | .375              | –       | –       | –       |                                                                          |      |
| 27                                    | Mike Shanahan        | 2010–2013     | 64                | 24                | 40                | 0                 | .375              | 1       | 0       | 1       |                                                                          |      |
| 28                                    | Jay Gruden           | 2014–2019     | 85                | 35                | 49                | 1                 | .418              | 1       | 0       | 1       |                                                                          |      |
| 29                                    | Bill Callahan        | 2019          | 11                | 3                 | 8                 | 0                 | .273              | –       | –       | –       |                                                                          |      |
| Washington Football Team / Commanders |                      |               |                   |                   |                   |                   |                   |         |         |         |                                                                          |      |
| 30                                    | Ron Rivera           | 2020–presente | 50                | 22                | 27                | 1                 | .450              | 1       | 0       | 1       |                                                                          |      |

### Staff attuale
| Staff dei Washington Commanders |
| --- |
| Organi dirigenziali - Proprietario – Josh Harris - Partner limitati – Mitchell Rales, Magic Johnson, Mark Ein - Presidente – Mark Clouse - General manager – Adam Peters - Assistente general manager – Lance Newmark - Vice presidente senior delle operazioni del football – Brandon Sosna - Consulente senior del general manager – Doug Williams - Vice presidente dell'amministrazione del football – Rob Rogers - Direttore del personale dei giocatori – David Blackburn - Dirigente del personale – Scott Fitterer - Direttore degli osservatori del college – Tim Gribble - Direttore degli osservatori dei professionisti – Chris White - Osservatori – Dwaune Jones, Paul Skansi - Analista del personale – Wes Welker Capo allenatore - Capo allenatore – Dan Quinn - Assistente capo-allenatore/coordinatore offensivo del gioco sui passaggi – Brian Johnson Altri allenatori - Vice presidente senior delle iniziative del football – Dave Gardi - Direttore senior del supporto della squadra e avanzamento – Dylan Thompson - Direttore senior della salute e delle prestazioni dei giocatori – Tim McGrath - Direttore delle prestazioni dei giocatori – Brett Nenaber - Preparatore atletico – Chad Englehart - Head athletic trainer – Al Bellamy - Coaching chief of staff – Sarah Hogan - Sviluppo dei giocatori – Pete Ohnegian Allenatori dell'attacco - Coordinatore offensivo – Kliff Kingsbury - Coordinatore gioco sulle corse/running back – Anthony Lynn - Quarterback – Tavita Pritchard - Assistente quarterback – David Blough - Wide receiver – Bobby Engram - Tight end – David Raih - Offensive line – Bobby Johnson - Assistente offensive line – Darnell Stapleton - Assistente attacco – Andre Coleman - Controllo qualità attacco – Shane Toub, Jesse Madden Allenatori della difesa - Coordinatore difensivo – Joe Whitt Jr. - Coordinatore difensivo del gioco sui passaggi – Jason Simmons - Defensive line – Darryl Tapp - Assistente defensive line – Sharrif Floyd - Linebacker – Ken Norton Jr. - Assistente linebacker/specialista pass rush – Ryan Kerrigan - Defensive back – Tommy Donatell - Assistente defensive back – William Gay - Assistente difesa senior – John Pagano - Controllo qualità difesa – George Banko Allenatori dello special team - Coordinatore special team – Larry Izzo - Assistente special team – Brian Schneider |